# Agim Cana
Agim Cana (tur. Alim Can; ur. 29 września 1956 w Djakowicy) – jugosłowiański i kosowski piłkarz oraz trener piłkarski, członek jugosłowiańskich młodzieżowych reprezentacji. Pod koniec lat 80. otrzymał tureckie obywatelstwo.

## Życiorys
Urodził się 29 września 1956 roku w Djakowicy, jednak w młodości przeprowadził się do Prisztiny, gdzie w latach 1975-1986 grał dla klubu FK Priština.
W 1986 roku wraz z żoną oraz synem zamieszkał w austriackim mieście Krems; po krótkim czasie rodzina wróciła do Jugosławii, zamieszkując w Zagrzebiu, Agim Cana należał wówczas do klubu Dinamo Zagrzeb. Rodzina ponownie opuściła kraj i osiedliła się w Turcji, gdzie Agim Cana grał w klubach Gençlerbirliği SK oraz Samsunspor. Zamierzał ponownie wrócić do kraju, do czego nie doszło z powodu niestabilnej sytuacji wewnętrznej w Jugosławii; jego krewni zginęli w kraju podczas działań wojennych. W 1989 roku Cana wraz z żoną i synem wyjechał do szwajcarskiego miasta Montreux, gdzie przez rok grał dla klubu FC Montreux-Sports; pomimo braku dokumentów oraz braku znajomości języka francuskiego rodzinie udało się uzyskać azyl w Szwajcarii.
Po zakończenu kariery piłkarskiej Cana pracował jako portier w klubie dyskotekowym w Montreux, a w latach 1997–2000 był trenerem klubu FC Dardania Lausanne. W latach 2000. zajął się sprzedażą francuskiego wina w Tiranie.

## Życie prywatne
Ma dwie siostry: Leę i Laurę. Jego synem jest Lorik Cana, który w latach 2003–2016 należał do reprezentacji Albanii.
W 2005 roku zamieszkał z żoną we francuskiej miejscowości Cassis.